# Musikjahr 1558
Liste der Musikjahre

◄◄ | ◄ | 1554 | 1555 | 1556 | 1557 | Musikjahr 1558 | 1559 | 1560 | 1561 | 1562 | ► | ►►

Weitere Ereignisse
Dieser Artikel behandelt das Musikjahr 1558.

## Ereignisse

### Heiliges Römisches Reich

#### Hofkapelle von Kaiser Ferdinand I.
- Christian Hollander, der seit dem 1. Juni 1549 als Singmeister an der Kirche St. Walburga in Oudenaarde gewirkt hatte, scheint sich Ende 1557 der Hofkapelle von Kaiser Ferdinand I. in Innsbruck angeschlossen zu haben und macht noch im gleichen Jahr einen Besuch in Florenz. In den kaiserlichen Rechnungsbüchern wird Anfang 1558 ein „preceptor der musica aus dem Niderlandt“ als neu angekommen vermerkt.

#### Bayerischer Reichskreis

##### Herzogtum Bayern
- Ludwig Daser ist seit 1552 Kapellmeister der Münchner Hofkantorei.
- Franciscus Florius hat seit Herbst 1556 in München an der Hofkapelle von Herzog Albrecht V. eine Anstellung als Hofbassist. Neben seiner Tätigkeit als Sänger ist Florius, zusammen mit dem Hofkopisten Johannes Pollet, auch als Notenkopist eingesetzt.
- Antonius Gosswin, der vielleicht als Chorknabe eingetreten ist, erscheint in den herzoglichen Hofberichten 1558 als Alt-Sänger.
- Orlando di Lasso hat seit September 1556 eine Anstellung als Tenorsänger am Hof Herzogs Albrecht V. in München. Dort bezieht er ein außerordentlich hohes Salär, was darauf hindeutet, dass er von Anfang an zeitweise neben Ludwig Daser auch als Kapellmeister tätig ist. Im Jahr 1558 heiratet der Komponist Regina Wäckinger, die Tochter eines Landshuter Hofkanzlisten, der auch ein Bediensteter von Herzog Albrechts Ehefrau Anna ist.
- Ivo de Vento, der im Zuge der Anwerbung junger Sänger aus den Spanischen Niederlanden, vielleicht durch Orlando di Lasso, im September 1556 oder etwas später an den herzoglich-bayerischen Hof von Albrecht V. nach München gekommen ist, wirkt hier zunächst bis September 1559 als Sängerknabe unter dem Hofkapellmeister Ludwig Daser.

#### Burgundischer Reichskreis

##### Markgrafschaft Antwerpen
- Antoine Barbé hat – nach den Akten der Kathedrale von Antwerpen – von 1527 bis 1562 die Stelle des Kapellmeisters inne.
- Séverin Cornet lebt von 1555 bis 1564 in Antwerpen, wo er als Sänger tätig ist. In dieser Zeit heiratet er Jeanne Barbé, die Tochter des Komponisten Antoine Barbé.
- Tielman Susato, der 1543 in Antwerpen ein dreijähriges Druckerprivileg erhalten hat, bringt in den Jahren zwischen 1543 und 1561 drei Bände mit Messkompositionen heraus, 19 Motetten- und 22 Chansonbücher, darüber hinaus eine Serie mit elf Bänden Musyck Boexken. Seine Publikationen sind in der Mehrheit Sammelbände mit Werken mehrerer Komponisten. Von 1553 bis 1558 veröffentlicht er die Liber I [-XIV] ecclesiasticarum cantionum zu vier bis fünf Stimmen. Seit 1531 ist Susato außerdem Mitglied der Antwerpener Stadtmusikanten; er spielt die Instrumente Flöte, Blockflöte, Krummhorn, Feldtrompete und Posaune und hat vielleicht auch die abendlichen Andachten der Bruderschaft begleitet.
- Gérard de Turnhout ist seit dem Jahr 1545 Chorsänger an der Liebfrauenkirche in Antwerpen und wird dort am 13. April 1558 zum vicarius chori (Chorleiter) ernannt.
- Hubert Waelrant arbeitet in den Jahren 1554 bis 1558 mit dem Drucker Jan De Laet zusammen (Waelrant & Laet) und wirkt hier als Verleger und Verkäufer; in dieser Zeit bringen beide sechzehn schön gestaltete Musikdrucke heraus.

##### Herzogtum Brabant
- Benedictus Appenzeller übt in Brüssel vom 28. Dezember 1555 bis Ende 1558 das Amt des Singmeisters an der Kirche Sainte-Gudule aus. Der letzte Kontakt des Komponisten mit seiner früheren Dienstherrin Maria von Ungarn ist ein Gesuch um Steuerbefreiung und Pensionszahlungen vom 8. Juli 1558. Wenige Monate später – Ende des Jahres 1558 – verstirbt Appenzeller in Brüssel oder in der Nähe dieser Stadt.

##### Grafschaft Flandern
- Cornelius Canis, der zuletzt in Gent gelebt hat, ist seit 16. Juni 1557 in Kortrijk Kaplan an St. Martin und gleichzeitig Kanoniker an der Kirche Notre-Dame am gleichen Ort.
- Pierre de Manchicourt, der seit 1554 Gesangslehrer an der Kathedrale von Tournai war, ist seit 1556 in Arras als „Chorherr“ tätig.

##### Grafschaft Holland
- Cornelis Boskoop ist seit dem 1. Mai 1554 und bis März 1573 Organist an der Oude Kerk in Delft.

##### Tournai
- Nicolas Gombert ist Kanoniker in Tournai, wo er seit 1534 eine kirchliche Sinekure innehat. Sein Name erscheint nicht in der Liste der Geistlichen, die in Tournai Messen gelesen haben, und er übt wohl keine priesterlichen Funktionen mehr aus.

#### Fränkischer Reichskreis

##### Reichsstadt Nürnberg
- Georg Forster lebt seit 1548 in Nürnberg, wo er zum Leibarzt von Abt Friedrich zu Hailsbronn ernannt wurde. In Nürnberg bleibt er 20 Jahre bis zu seinem Tod.

#### Kurrheinischer Reichskreis

##### Kurpfalz
- Jobst von Brandt ist seit 1548 Hauptmann in Waldsassen (Oberpfalz) und Verwalter des dortigen Klosters sowie Pfleger von Liebenstein bei Tirschenreuth.
- Sebastian Ochsenkun ist seit 1544 Lautenmeister am kurpfälzischen Hof in Heidelberg. 1558 wird seine Lieder- und Motettensammlung Tabulaturbuch auff die Lauten (deutsche Lautentabulatur) in Heidelberg verlegt, die neben eigenen Werken auch Bearbeitungen fremder Kompositionen enthält.

#### Niederrheinisch-Westfälischer Reichskreis

##### Hochstift Lüttich
- Ludovicus Episcopius wirkt seit 19. Oktober 1545 als zangmeester an der Kollegiatkirche St. Servatius in Maastricht. Er bekommt mehrere Benefizien und wird Mitglied der Bruderschaft der Kapläne als einer der scriptores chori. Diese Stellung behält er bis ins Jahr 1566.
- Johannes de Fossa hat wahrscheinlich in den 1540er bis 1550er Jahren in Lüttich seine Ausbildung.
- Jean De Latre ist seit November 1544 in der Nachfolge von Adam Lauri succentor an der Kirche St. Martin in Lüttich. Er leitet die Kapelle der Kirche fast 20 Jahre lang mit Geschick und Erfolg.

##### Vereinigte Herzogtümer Jülich-Kleve-Berg
- Martin Peudargent ist Hofkomponist in den Diensten von Wilhelm V. von Jülich-Kleve-Berg.

#### Niedersächsischer Reichskreis

##### Fürstentum Braunschweig-Wolfenbüttel
- Johann Zanger der Ältere, der seit 1548 in Braunschweig als Rektor am Katharineum tätig war, ist seit 1553 Pfarrer an der Petrikirche.

##### Hamburg
- Jacob Praetorius der Ältere, der wahrscheinlich in seiner Heimatstadt Magdeburg Unterricht von Martin Agricola erhielt, ist von 1555 bis zu seinem Tod als Organist und Kirchenkomponist an zwei Kirchen in Hamburg nachweisbar.

#### Oberrheinischer Reichskreis

##### Hochstift Straßburg
- Wolff Heckel lebt als Lautenist und Komponist in Straßburg.

#### Obersächsischer Reichskreis

##### Kurfürstentum Sachsen
- Gallus Dreßler, der 1557 die Universität Jena besucht hatte, wo Victorin und Johann Strigel ihn für die konfessionelle Überzeugung der Philippisten gewinnen konnten, wird 1558 Nachfolger von Martin Agricola als Kantor an der Lateinschule in Magdeburg.
- Wolfgang Figulus, der von 1549 bis 1551 als Thomaskantor der Thomasschule in Leipzig gewirkt hat, ist von 1551 bis zu seiner Pensionierung 1588 Kantor und Lehrer an der Fürstenschule in Meißen. Er unterrichtet die Fächer Musik, Latein und Religion und sorgt für die musikalische Gestaltung der Gottesdienste in der Afrakirche.
- Hermann Finck unterrichtet seit dem Jahr 1554 Gesang und Instrumentalmusik an der Universität Wittenberg und ist seit 1557 hier Universitätsorganist. Nachdem Finck im Jahre 1558 ein Lied auf Sigismund von Brandenburg verfasst hat, stirbt er im Alter von 31 Jahren, als geachtete Persönlichkeit.
- David Köler, der 1556/57 Kantor in St. Joachimsthal (heute Jáchymov) war, wird von 1557 bis 1563 Kantor in Altenburg.
- Mattheus Le Maistre, der wahrscheinlich vor 1554 am bayerischen Hof in München gewirkt hat, ist seit 1554 sächsischer Hofkapellmeister als Nachfolger von Johann Walter; ab dieser Zeit sind seine Kompositionen fast ausschließlich gedruckt überliefert. Die Hofkapelle umfasst seinerzeit 40 Musiker. Hier übernimmt er auch die Traditionen von Johann Walter und Georg Rhau, vertont Teile von Luthers Kleinem Katechismus und komponiert Choralmotetten zu Luther-Liedern.
- Antonio Scandello, der 1549 mit fünf weiteren „welschen Musikern“ von Kurfürst Moritz von Sachsen bei einer Italienreise eingestellt wurde, ist Mitglied der Dresdner Hofkapelle. 1558 wird seine Missa sex vocum super epitaphium illustrissimi principis Mauritii ducis et electoris Saxoniae in Nürnberg veröffentlicht.
- Nikolaus Selnecker, der seit Sommer 1556 Dekan der philosophischen Fakultät der Universität Wittenberg war und von Melanchthon 1557 als dritter Hofprediger nach Dresden empfohlen wurde, wird daraufhin von Kurfürst August dorthin berufen und erhält am 1. Februar 1558 in Wittenberg die Ordination.
- Johann Walter, der seit 1548 Kapellmeister der Hofkantorei von Kurfürst Moritz war, lebt nach seiner Pensionierung 1554 in Torgau. Walters letzte Lebensjahre sind geprägt von Kompositionen und Dichtungen, die er seinen ehemaligen Landesherren widmet.

#### Österreichischer Reichskreis

##### Erzherzogtum Österreich
- Jakob Buus ist seit Spätherbst 1550 Mitglied der kaiserlichen Hofkapelle und Organist in Wien. Als Kapellmeister wirkt hier um diese Zeit Pieter Maessins, als weiterer Organist Christoph Kräll.
- Johannes de Cleve ist, worauf Belege hindeuten, ab dem Jahr 1553 Sänger (Tenorist) in der Hofkapelle des österreichischen Regenten Erzherzog Ferdinand (1503–1564) in Wien. In Nürnberg veröffentlicht er 1558 eine Motette zu sechs Stimmen im „Novum et insigne opus musicum“.
- Jakob Regnart ist seit dem Jahr 1557 Mitglied der Sängerkapelle am Habsburgischen Hof des Erzherzogs und späteren Kaisers Maximilians II. In diesem Dienst der Habsburger steht er für sein ganzes Leben.
- Jacobus Vaet ist seit dem 1. Januar 1554 Kapellmeister in der Hofkapelle von Erzherzog Maximilian in Wien. Im Jahr 1558 veröffentlicht er bei dem Nürnberger Verleger Montanus der Trauergesang „Continuo lacrimas“ auf den Tod von Jakobus Clemens non Papa.

#### Schwäbischer Reichskreis

##### Freiburg im Breisgau
- Glarean ist seit 1529 Professor der Poetik in Freiburg im Breisgau. Dort lehrt er bis zu seiner Emeritierung 1560 Poetik, Geschichte und Geografie.

#### Nicht eingekreiste zum Heiligen Römischen Reich zugehörige Territorien und Stände

##### Alte Eidgenossenschaft
- Homer Herpol ist seit 1550 in Freiburg (Schweiz) als Kantor an der Kirche St. Nikolaus angestellt. Neben seiner Kantorentätigkeit wirkt Herpol auch am Dekanatsgericht, später auch am neu geschaffenen Chorgericht.

##### Königreich Böhmen
- Nikolaus Herman, der Kantor und Lehrer an der Lateinschule in St. Joachimsthal war, lebt hier seit dem 24. Juni 1557 im Ruhestand.

##### Herzogtum Mailand
- Hoste da Reggio ist als Nachfolger von Simon Boyleau maestro di cappella an der Kathedrale von Mailand.

##### Herzogtum Modena und Reggio
- Cipriano de Rore, der 1546 von Herzog Ercole II. d’Este (1508–1559) als Kapellmeister an seinen Hof nach Ferrara geholt wurde, wirkt hier fast zwölf Jahre lang fast ohne Unterbrechung, nachdem Ferrara zuvor schon als herausragendes Zentrum der Künste, besonders der Musik, bekannt ist. Während dieser Zeit schreibt de Rore dort mindestens 107 Werke für die Familie d’Este sowie für Mitglieder der geistlichen und weltlichen Oberschicht Europas. Seine Werke sind größtenteils in sieben Madrigalbüchern erhalten. Wegen des Todes seines Bruders Celestinus macht sich Cipriano de Rore im März 1558 mit Erlaubnis des Herzogs auf die Reise nach Flandern und unterbricht die Reise in München, wo er die Herstellung der Prachthandschrift seiner vier- bis achtstimmigen Motetten am Hof von Herzog Albrecht V. beaufsichtigen kann. Nach einem mehrmonatigen Aufenthalt in seiner Heimat kehrt de Rore im Dezember 1558 nach Ferrara zurück.
- Giaches de Wert, der ab Mitte der 1550er Jahre offenbar vorübergehend in Ferrara gewirkt hat, lebt seit 1557 – überredet von Cipriano de Rore – wieder in Novellara bei Graf Alfonso I. Gonzaga. 1558 veröffentlicht er in Venedig sein Il primo libro de madrigali zu fünf Stimmen.

##### Herzogtum Mantua
- Jachet de Mantua, der spätestens seit 1535 Magister der Kapellknaben und Kapellmeister an der Kathedrale St. Peter und Paul in Mantua war, wird im Jahr 1558 in den Ruhestand entlassen.

##### Herzogtum Toskana
- Paolo Aretino, der bis 1547 als Kantor am Dom von Arezzo gewirkt hat, ist danach bis zu seinem Tode im Jahr 1584 an Santa Maria della Pieve, ebenfalls in Arezzo, tätig.
- Francesco Corteccia steht seit dem Jahr 1539 im Dienst der Familie de’ Medici und bekleidet die Stelle des Kapellmeisters am Hofe des Herzogs Cosimo I. Zu seinen zahlreichen Schülern gehören Cristofano Malvezzi und Luca Bati (1546–1608).
- Nicolao Dorati wirkt seit 1543 in der Stadtkapelle von Lucca, zunächst als Posaunist und seit 1557 für über 20 Jahre als Kapellmeister.
- Giovanni Piero Manenti ist seit März 1557 Organist an S. Giovanni in Florenz.

### Königreich Dänemark und Norwegen
- Adrianus Petit Coclico, der zuvor für ein Jahr am Hof von Herzog Johann Albrecht I. von Mecklenburg gewirkt hat, ist seit Juli 1556 als Sänger und Musiker an der Hofkapelle von König Christian III. von Dänemark angestellt, für den er mehrere Motetten komponiert. In Königsberg veröffentlicht er 1558 seine Komposition „Disce bone clerices“ zu vier Stimmen.

### Königreich England und Irland

#### Chapel Royal von Maria I. / Elisabeth I.
- John Sheppard, der seit etwa 1552 „Gentleman of the Chapel Royal“ in London war, stirbt und wird am 21. Dezember 1558 in St Margaret’s Church in Westminster beigesetzt.
- Thomas Tallis, der 1543 zum „Gentleman of the Chapel Royal“ in London ernannt wurde, bekleidet dieses Amt in den folgenden 40 Jahren.

#### Diözese Ely
- Christopher Tye, der an der Universität Cambridge studierte und dort und in Oxford im Fach Musik promovierte, ist seit ca. 1543 Master of the Choristers an der Kathedrale von Ely und hat diese Stellung bis 1561 inne.

### Königreich Frankreich

#### Chapelle Royale von Heinrich II.
- Pierre Sandrin ist von 1549 bis 1560 Kanonikus der Chapelle Royale.

#### Lyon
- Loys Bourgeois lebt seit 1552 als maître musicien in Lyon.
- François Roussel, der von 1548 bis 1550 als Kapellmeister der Cappella Giulia am Petersdom in Rom tätig war, wirkt in den 1550er Jahren möglicherweise in Lyon.

#### Metz
- Claude Goudimel, der wahrscheinlich seit 1549 und bis 1557 an der Universität Paris studiert hatte und seit 1553 Teilhaber des Verlagshauses von Nicolas Du Chemin (1520–1576) ist, lebt ab 1557 bis etwa 1567 in Metz. In seiner fruchtbarsten Periode zwischen 1551 und 1558 schreibt er die meisten seiner Psalmen, Chansons, Motetten und Messen. 1558 veröffentlicht er in Paris bei Le Roy & Ballard vier Messen zu vier Stimmen.

#### Paris
- Jakob Arcadelt ist ab 1554 als Sänger am Hof des späteren französischen Königs Karl IX. in Paris belegt, wo er bis zu seinem Tod bleibt. Zur gleichen Zeit steht er im Dienst des humanistisch orientierten Kardinals von Lothringen, Charles de Guise (1524–1574), der ebenfalls in Paris residiert.
- Pierre Certon wirkt seit 1529 in Paris an Notre-Dame und ist hier seit 1542 Leiter des Knabenchores.
- Adrian Le Roy lebt in Paris und ist musikalischer Leiter des von ihm mit seinem Vetter Robert Ballard 1551 gegründeten Musikverlags Le Roy & Ballard.

### Italienische Staaten

#### Kirchenstaat
- Giovanni Animuccia ist seit 1555 als Nachfolger von Giovanni Pierluigi da Palestrina Kapellmeister der Cappella Giulia an St. Peter im Vatikan.
- Filippo Azzaiolo ist in seiner Geburtsstadt Bologna ab etwa 1557 als Sänger aktiv und verbringt dort sein gesamtes Leben. Zu seiner Zeit war in Norditalien die Villotta, ein durchkomponiertes vierzeiliges volkstümliches Lied von tänzerischem Charakter, dessen Ursprung wohl in Venedig lag, sehr beliebt. Azzaiolo komponiert neben einigem anderen drei Bände dieser Werke, die darin als Villote alla Padona bezeichnet sind.
- Giulio Caccini ist wahrscheinlich Mitglied im Knabenchor der Cappella Giulia.
- Ghiselin Danckerts ist seit 1538 Sänger der päpstlichen Kapelle in Rom. Er wird dieses Amt bis 1565 ausüben.
- Ghinolfo Dattari erhält ab Februar 1555 in Bologna eine Anstellung als Sänger in der Kapelle von San Petronio, der er 62 Jahre lang, bis zu seinem Tode angehörte.
- Domenico Ferrabosco, der seit 1551 Sänger der päpstlichen Kapelle in Rom war, ist seit 1555 Kapellmeister in seiner Heimatstadt Bologna.
- Jacobus de Kerle wirkt seit 1555 wieder als Magister capellae an der Kathedrale von Orvieto. In dieser Position war er hier bereits von 1548 bis 1550 tätig gewesen. 1558 veröffentlicht er in Rom seine Hymni totius annii secundum ritum Sanctae Romae Ecclesiae zu vier bis fünf Stimmen.
- Giovanni Pierluigi da Palestrina ist seit dem 1. Oktober 1555 als Nachfolger von Orlando di Lasso Kapellmeister der Cappella Pia an San Giovanni in Laterano, dem römischen Bischofssitz des Papstes. Die Position ist finanziell und personell deutlich schlechter ausgestattet als seine vorangegangenen Positionen. Dennoch festigt der Komponist sein Ansehen durch das Erscheinen von Madrigalen in dichter Folge in renommierten Sammeldrucken.

#### Königreich Neapel
- Diego Ortiz wirkt seit 1553 am vizeköniglichen Hof in Neapel. Fernando Álvarez de Toledo, 3. Herzog von Alba ernennt ihn zu seinem Kapellmeister (Maestro de Capilla).

#### Republik Venedig
- Baldissera Donato ist seit 1550 als Sänger – zunächst an San Marco in Venedig – aktiv und wirkt auch in der Ausbildung der Sänger.
- Antonio Gardano, der seit 1532 in Venedig lebt und hier einen Musikverlag und eine Druckerei gegründet hat, gibt zwischen 1538 und 1569 rund 450 Publikationen, vor allem Madrigale und geistliche Musik heraus. Von den noch 388 erhaltenen Drucken sind nur zwei nicht musikalischen Inhalts.
- Gioseffo Guami soll sich zwischen 1550 und 1560 in Venedig aufgehalten haben und dort Schüler von Adrian Willaert und Annibale Padovano gewesen sein.
- Francesco Londariti, der 1556 seine Stellung in Venedig verlassen hat, arbeitet an der Kathedrale in Padua.
- Florentio Maschera, der seine erste Anstellung als Organist im Kloster „Santo Spirito in Isola“ vor Venedig erhielt, ist seit 22. August 1557 Organist an der Kathedrale von Brescia.
- Claudio Merulo, der seit 1556 als Organist in Brescia gearbeitet und sich 1557 um den Posten eines zweiten Organisten am Markusdom in Venedig beworben hatte, erhält diese Position und übt sie bis 1566 aus.
- Annibale Padovano ist von 1552 bis 1565 erster Organist am Markusdom in Venedig. Padovano ist an der Einführung des wechselseitigen Musizierens der zwei auf gegenüberliegenden Emporen postierten Orgeln und Chöre beteiligt, woraus sich mit Adrian Willaert die Venezianische Mehrchörigkeit entwickelt.
- Costanzo Porta lebt seit 1549 in Venedig und ist dort Schüler des Komponisten Adrian Willaert.
- Vincenzo Ruffo, der nach der Priesterweihe zunächst nur geistliche Ämter in Verona und Mailand versah, wirkt seit 1551 – nach der Rückkehr in seine Heimatstadt Verona – als Maestro di musica an der Accademia Filarmonica, ab 1554 auch als Domkapellmeister.
- Adrian Willaert ist seit dem 12. Dezember 1527 Domkapellmeister zu San Marco in Venedig. Der Komponist behält dieses Amt 35 Jahre lang bis zu seinem Tod; erst durch sein Wirken bekommt diese Stelle ihre in ganz Europa herausragende Bedeutung.

### Königreich Polen und Großfürstentum Litauen

#### Hofkapelle von Sigismund II. August
- Valentin Bakfark ist von 1549 bis 1566 Lautenist am Hof des polnischen Königs und Großfürsten von Litauen Sigismund II. August in Vilnius.
- Mikołaj Gomółka lebt am Hof von König Sigismund II. August von Polen. Seit 1548 ist er Schüler eines königlichen Fistulators (hervorragende Instrumentalisten des Königs) namens Jan Klaus, bei dem er zehn Jahre verbringt.
- Wacław z Szamotuł ist seit dem 6. Mai 1547 Mitglied der königlichen Kapelle von König Sigismund II. August von Polen in Vilnius.

#### Krakau
- Krzysztof Borek, der zunächst Chorknabe und später Mitglied der Krakauer Hofkapelle war, ist von 1556 bis 1572 deren Kapellmeister.

##### Vilnius
- Cyprian Bazylik steht seit 1556 in den Diensten des Fürsten Mikołaj Radziwiłł der Schwarze in Vilnius.

### Königreich Spanien

#### Hofkapelle von Philipp II.
- Antonio de Cabezón ist Hoforganist Philipps II.
- Nicolas Payen, der seit 1540 in der Hofkapelle von Kaiser Karl V. als clerc d’oratoire und chapelain des hautes messes gewirkt hat, steht nach der Abdankung Karls V. im Oktober 1555 als Hofkapellmeister in den Diensten von dessen Sohn und Nachfolger Philipp II. Seit 1556 ist er Hofkapellmeister. 1558 wird er noch zum Kanoniker an der Kollegiatkirche in Tournai ernannt.

#### La Seu d’Urgell
- Joan Brudieu ist seit 1548 Kapellmeister auf Lebenszeit der Kathedrale von La Seu d’Urgell. Diese Position behält er – mit Unterbrechungen – bis kurz vor seinem Tode 1591.

#### Sevilla
- Francisco Guerrero ist seit 1551 Assistent von Kapellmeister Fernández de Castileja und Chorregent an der Kathedrale von Sevilla.
- Alonso Mudarra ist seit dem 18. Oktober 1546 Kanoniker an der Kathedrale von Sevilla. In dieser Stadt hat er einen bedeutenden Einfluss auf das Musikleben und bleibt dort noch 34 Jahre bis an sein Lebensende. Zu seinen Aufgaben an der Kathedrale gehört die Leitung aller musikalischen Aktivitäten. Hierzu gehören die Beauftragung von Instrumentalisten, der Kauf und die Leitung des Aufbaus einer neuen Orgel und die enge Zusammenarbeit mit Komponisten für die vielfältigen festlichen Anlässe.

## Instrumentalmusik

### Für Laute
- Sebastian Ochsenkun – Tabulaturbuch auff die Lauten, Heidelberg: Johann Rhol: Noten und Audiodateien im International Music Score Library Project; darin:
  - Herr Gott, laß dich erbarmen: Noten und Audiodateien im International Music Score Library Project

## Vokalmusik

### Geistlich
- Cyprian Bazylik
  - Nabożna piosnkaa obiecna modlitwa człowieka krześciańskiego do Syna Bożego zu vier Stimmen, Krakau: Matthäus Siebeneicher
  - Pieśń nowa w ktorej jest dziękowanie Panu Bogu wszechmogącemu ze malutkim i prostakom raczył objawić tajemnice Krolestwa swego zu vier Stimmen, Krakau: Matthäus Siebeneicher
  - Pieśń o niebezpieczeństwie żywota csłowieczego (Wspominając początek żywota naszego) zu vier Stimmen, Krakau: Matthäus Siebeneicher
  - Psalm 79. Deus venerunt gentes in haereditatem tuam zu vier Stimmen, Krakau: Matthäus Siebeneicher
  - Psalm 127. Beati omnes qui timent Dominum zu vier Stimmen, Krakau: Matthäus Siebeneicher
  - Psalm 129. De profundis clamavi ad te Domine zu vier Stimmen, Krakau: Matthäus Siebeneicher
- Pierre Cadéac – drei Messen für vier Stimmen, Paris: Le Roy & Ballard
- Pierre Certon
  - Missa pro defunctis zu vier Stimmen, Paris: Le Roy & Ballard
  - Missa Le temps qui court zu vier Stimmen, Paris: Le Roy & Ballard
  - drei Messen zu vier Stimmen, Paris: Le Roy & Ballard
- Johannes de Cleve – eine Motette zu sechs Stimmen; in: Novum et insigne opus musicum zu vier bis sechs Stimmen, Nürnberg
- Jacob Clemens non Papa – siebtes Buch mit Messen: Missa Languir my fault zu fünf Stimmen, Löwen: Pierre Phalèse, posthum veröffentlicht
- Cristóbal de Morales – Motette Quanti mercenarii zu sechs Stimmen: Noten und Audiodateien im International Music Score Library Project
- Claude Goudimel
  - Missa Audi filia zu vier Stimmen, Paris: Le Roy & Ballard: Noten und Audiodateien im International Music Score Library Project
  - Missa De mes ennuys zu vier Stimmen, Paris: Le Roy & Ballard: Noten und Audiodateien im International Music Score Library Project
  - Missa Tant plus ie metz zu vier Stimmen, Paris: Le Roy & Ballard: Noten und Audiodateien im International Music Score Library Project
- Christian Hollander
  - Motette Laudem dicite Deo nostro zu sechs Stimmen in Sacrorum cantionum […] liber secundus, Antwerpen 1555 und Nürnberg 1558
  - Motette Te Deum patrem ingenitum zu sechs Stimmen in Novum et insigne opus […], Nürnberg
- Clément Janequin – Proverbes de Salomon zu vier Stimmen, Paris: Le Roy & Ballard
- Jacobus de Kerle – Hymni totius annii secundum ritum Sanctae Romae Ecclesiae zu vier und fünf Stimmen, Rom: Antoine Barré
- Jean Maillard – Missa super M'amie un jour zu vier Stimmen, Paris: Le Roy & Ballard: Noten und Audiodateien im International Music Score Library Project
- Nicolas de Marle – Missa Panis quem ego dabo zu vier Stimmen, Paris: Le Roy & Ballard: Noten und Audiodateien im International Music Score Library Project
- Cristóbal de Morales – Motette Quanti mercenarii zu sechs Stimmen: Noten und Audiodateien im International Music Score Library Project
- Antonio Scandello – Missa sex vocum super epitaphium illustrissimi principis Mauritii ducis et electoris Saxoniae, Nürnberg
- Hubert Waelrant – Motette Sacrarum cantionum […] liber sextus zu fünf bis sechs Stimmen, Antwerpen (mit 15 Motetten)
- Adrian Willaert – Creator omnium Deus zu sechs Stimmen: Noten und Audiodateien im International Music Score Library Project

### Weltlich
- Jakob Arcadelt – Madrigal Cosi mi guida amore zu vier Stimmen; in: l primo libro de madrigali a quattro voci de diversi autori: Noten und Audiodateien im International Music Score Library Project
- Paolo Aretino – Li madrigali für fünf bis acht Stimmen, Venedig: Girolamo Scotto
- Simon Boyleau – zweites Buch mit Madrigalen und Kanzonen zu vier Stimmen, Mailand: Francesco Moscheni & Cesare Pozzo
- Adrianus Petit Coclico – Disce bone clerices zu vier Stimmen, Königsberg
- Giovanni Battista Conforti – erstes Buch mit Ricercars zu vier Stimmen, Rom: Valerio Dorico
- Jean Mouton – De profundis zu vier Stimmen, 2. Teil: Sustinuit anima mea, nur als Lautentabulatur 1558 überliefert
- Jan Nasco – erstes Buch mit Canzona villanescas alla Napolitana zu vier Stimmen, Venedig: Angelo Gardano
- Alessandro Striggio – Madrigali a 5 voci zu fünf Stimmen, Libro 1, Venedig: Antonio Gardano: Noten und Audiodateien im International Music Score Library Project
- Hubert Waelrant
  - Il primo libro de madrigali e canzoni francezi / Primier livre de chansons francoyses zu fünf Stimmen, Antwerpen: Noten und Audiodateien im International Music Score Library Project
  - Madrigal D'Amours me va zu fünf Stimmen: Noten und Audiodateien im International Music Score Library Project
- Giaches de Wert – Madrigali a 5 voci zu fünf Stimmen, Libro 1, Venedig: Girolamo Scotto: Noten und Audiodateien im International Music Score Library Project; darin:
  - Madrigal Questi ch’indizio fan del mio tormento zu fünf Stimmen: Noten und Audiodateien im International Music Score Library Project
  - Madrigal La verginella e simile alla rosa zu fünf Stimmen: Noten und Audiodateien im International Music Score Library Project
- Stephan Zirler – Liedsatz Bewar mich Herr zu vier Stimmen; Lautenbearbeitung bei Sebastian Ochsenkun, Heidelberg

## Musiktheoretische Schriften

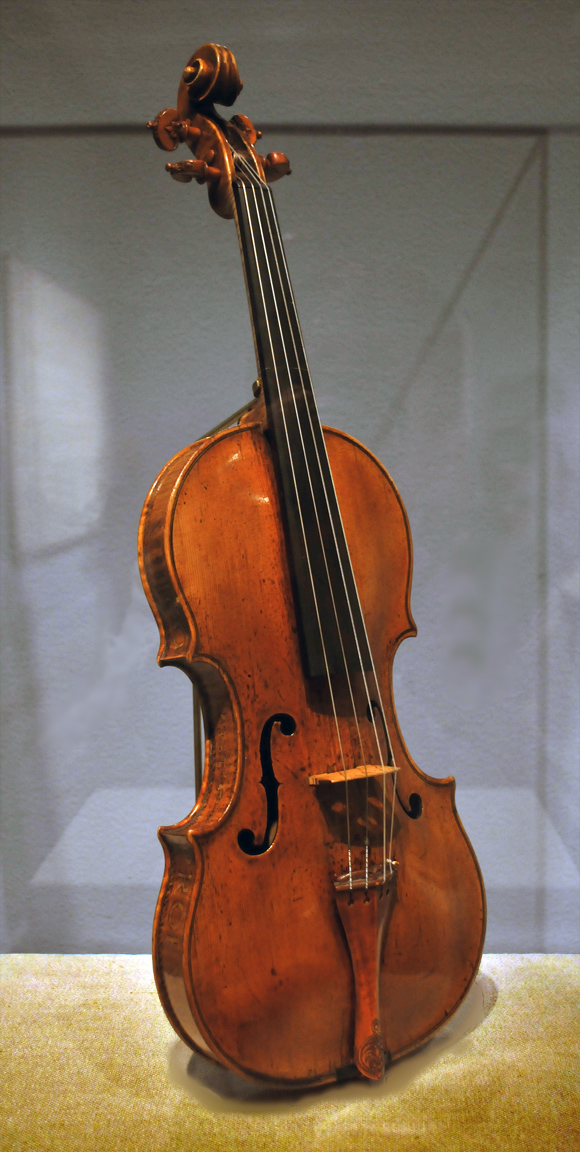
Geige von Andrea Amati aus dem Jahr 1558/59; heute im Metropolitan Museum of Art in New York City

- Jan Blahoslav – Musica: to gest knjžka zpěwákům, Olmütz (erstes musiktheoretisches Werk in tschechischer Sprache)
- Michel de Menehou – Nouvelle instruction familiere, Paris: Nicolas Du Chemin: Noten und Audiodateien im International Music Score Library Project
- Gioseffo Zarlino – Le istitutioni harmoniche, Venedig: Noten und Audiodateien im International Music Score Library Project

## Instrumentenbau
- Andrea Armati fertigt 1558/1559 eine Gruppe von mindestens sieben Geigen, die alle mit der Lilie des Hauses Valois, dem lateinischen Motto QUO UNICO PROPUGNACULO STAT STABITQUE RELIGIO (Religion ist und bleibt die einzige Festung) und dem Wappen Philipps II. von Spanien verziert sind. Die Instrumente könnten Geschenke zur Hochzeit von Philipps II. mit Elisabeth von Valois gewesen sein. Eine dieser Geigen befindet sich heute im Metropolitan Museum of Art in New York City. Sie ist eine der frühesten existierenden Geigen.

## Geboren

### Genaues Geburtsdatum unbekannt
- Pedro Bermúdez, spanischer Komponist († 1605)
- Albert Długoraj, polnischer Lautenist und Komponist († nach 1586)[1]

### Geboren um 1558
- Blasius Amon, österreichischer Sänger, Komponist und Franziskaner († 1590)
- Richard Carlton, englischer Priester und Komponist († um 1638)
- Georg Flori, Sänger und Komponist († nach 1594)[1]
- Nathaniel Giles, englischer Organist und Komponist († 1633)
- Matthew Jeffries, englischer Komponist und Chormeister († vor 1617?)[1]
- Jean Planson, französischer Komponist und Organist († nach 1595)[1]
- Daniel Raymundi, franko-flämischer Komponist († 1634)[1]
- Ferdinando Richardson, englischer Komponist († 1618)
- Scipione Stella, italienischer Komponist und Organist († 1622)[1]

## Gestorben

### Todesdatum gesichert

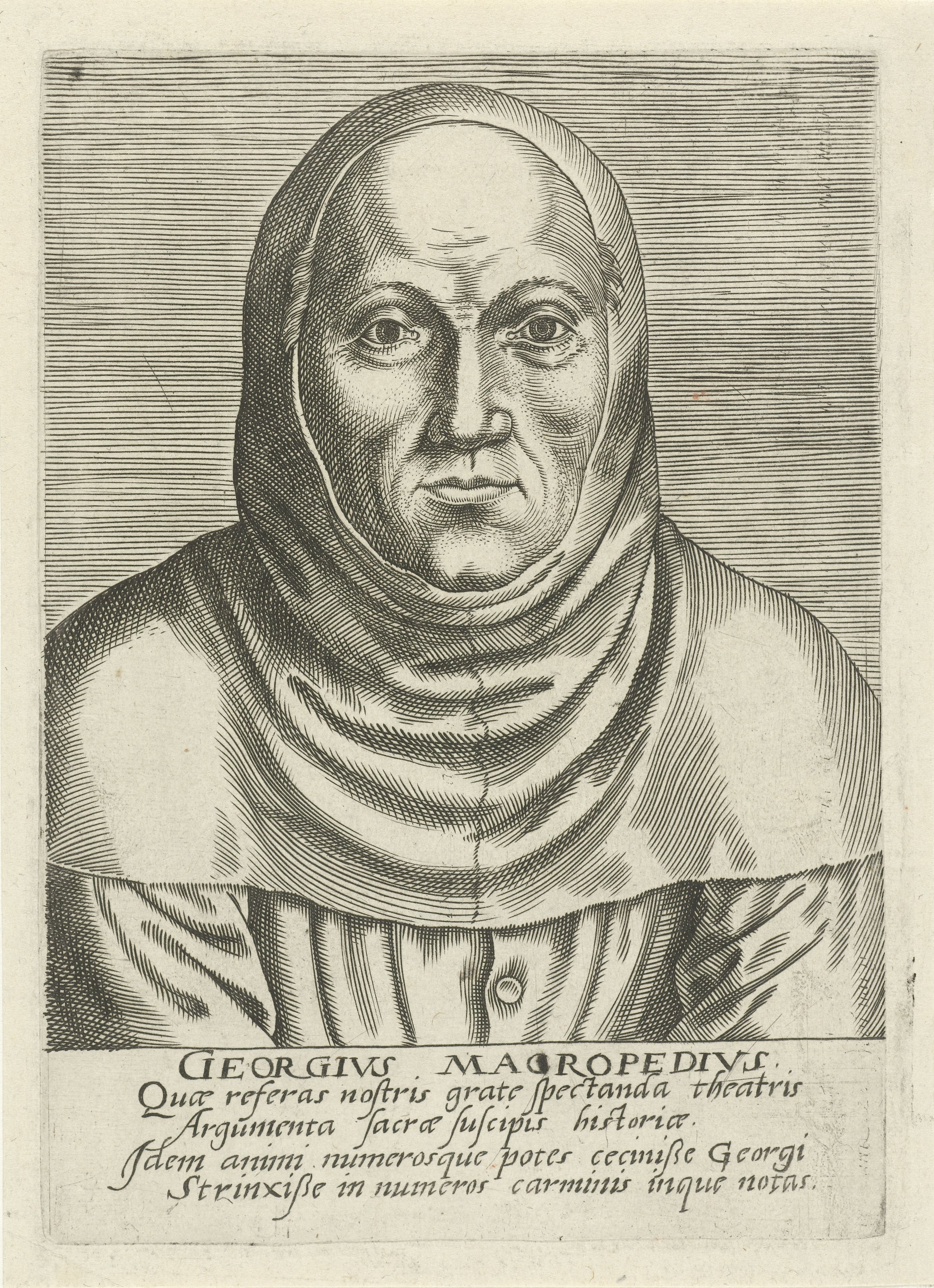
Georgius Macropedius

- 00. Juli: Georgius Macropedius, niederländischer Humanist, Schulleiter, neulateinischer Dramatiker und Komponist (* 1487)
- 16. Oktober: Gert van Mervelt, deutscher Geschütz- und Glockengießer
- 20. August (bestattet): Paulus Lautensack, deutscher Maler, Bildschnitzer und Organist (* 1478)[2]
- 17. November (bestattet): Hugh Aston, englischer Komponist (* um 1485)[2]
- 28. Dezember: Hermann Finck, deutscher Musiktheoretiker, Komponist und Organist (* 1527)
- 00. Dezember: John Sheppard, englischer Komponist (* um 1515)

### Genaues Todesdatum unbekannt
- Benedictus Appenzeller, franko-flämischer Sänger und Komponist (* zwischen 1480 und 1488)
- Clément Janequin, französischer Komponist (* um 1485)
- Giovan Tomaso di Maio, italienischer Komponist und Organist (* um 1500)[2]
- Pernot Vermont, französischer Sänger und Komponist[2]

### Gestorben um 1558
- Dominique Phinot, franko-flämischer Komponist und Sänger (* um 1510)
- Hans Schachinger der Ältere, deutscher Organist und Komponist (* 1485)[2]

### Gestorben nach 1558
- Claude Gervaise, französischer Gambist und Komponist (* um 1510)
- Pedro de Pastrana, spanischer Komponist, Kapellmeister und Sänger (* um 1440)[2]